# Троїцька церква (Полонне)
Церква Святої Трійці — православний трибанний храм в місті Полонне, Хмельницька область, Україна. Збудована в 1734 році. Знищена в 1937 році. З 2005 року почалася відбудова  громадою Української православної церкви — Київського патріархату. З грудня 2018 року перебуває під юрисдикцією Православної церкви України. Діюча з 2019 року, центр 
Полонського деканату (благочиння) Хмельницької єпархії Православної церкви України.

## Історія

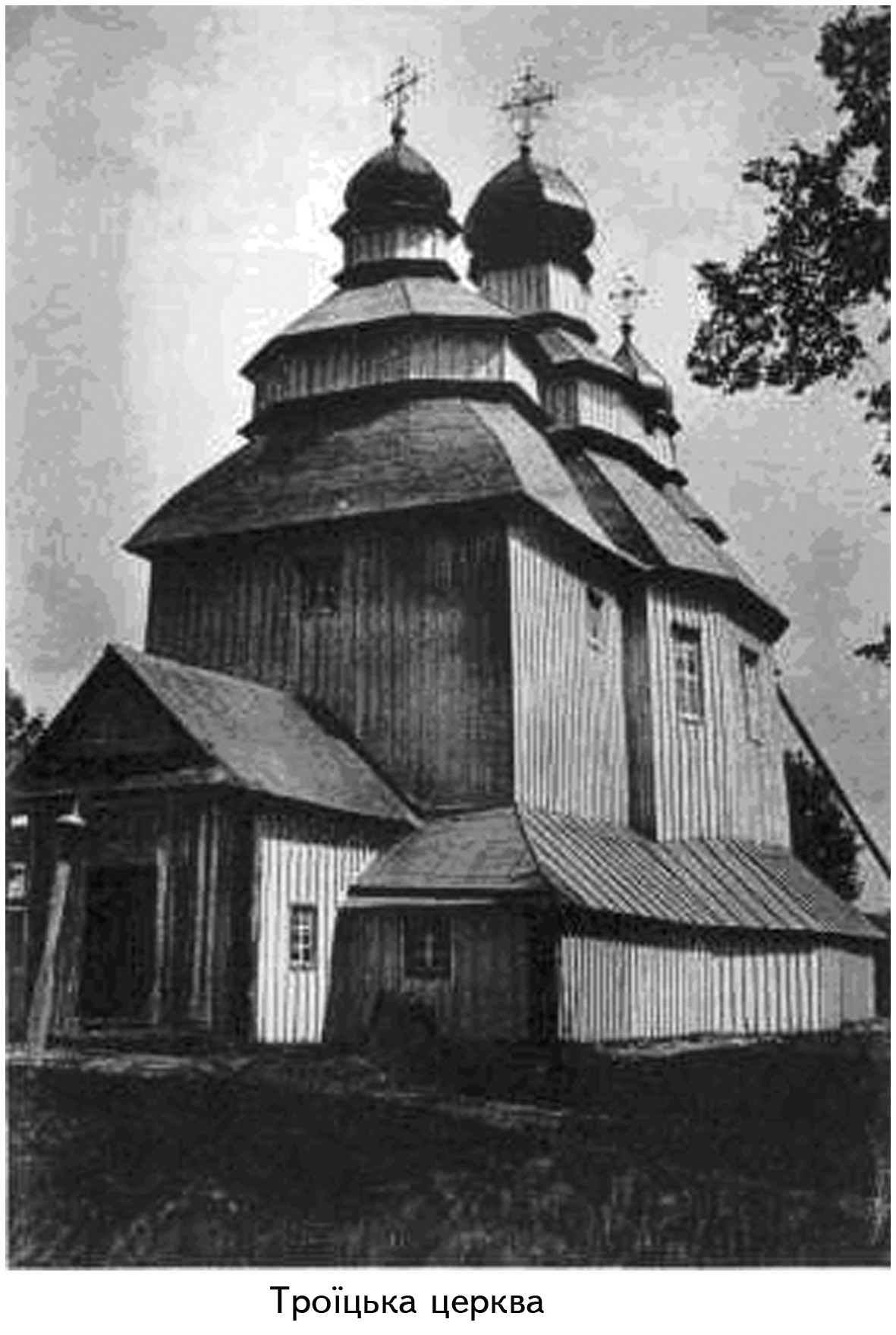
Троїцька церква в Полонному (1904 р.)

В 1734 році було закінчено побудову дерев'яної церкви Святої Трійці, в центральній частині Полонного, серед валів фортеці. На лутці дверей було написано (згідно з Г. Г. Павлуцьким): «Благодатию Всесвятаго и Животворящаго Духа создася храм сей Пресвятые Тройцы року от создания мира 7242, от воплощения же Бога Слова 1734, за прилежание и старание рабов Божиих (следуют имена создателей храма)… и всего о Христе стараго яко и молодаго братства».
В 1832 році був зроблений ремонт церкви, але зовнішній вигляд залишився практично незмінним.

## Опис дерев'яної церкви
Троїцька церква — дерев'яна (дубова), трибанна, покрита жерстю. Стояла на кам'яному фундаменті (після ремонту 1832 року). В західній частині церкви були розміщені хор та клірос. Іконостас в церкві був старим, багатоярусним, дерев'яним, вкритим позолотою, з багатою різьбою. Він являв собою зразок старовинного іконостасу зі звичайним розташуванням ікон, загальним для всіх церков України.
Окремо від церкви знаходилася дерев'яна дзвіниця звичайного старовинного двоярусного типу.

## Парафія (громада) Святої Трійці

### Минуле
В XIX ст. до Троїцької церкви були приписані село Правохоморне, хутори Рудня і Дружня, село Майдан-Волянський (тепер частина смт Понінки) з дерев'яною Михайлівською церквою, село Понінка і село Гута (тепер — смт Понінка). Тоді парафія налічувала 1011 чоловіків та 972 жінки. Парафія також мала 129 десятин землі, переважно сінокіс і ліс. Певний час при церкві існували дві церковно-приходські школи. Храмовим святом парафії була Трійця — Зелені свята.
З 1872 року керував Троїцькою парафією отець Олександр Данилевич, благочинний третього округу Новоград-Волинського повіту; при церкві були також дяк та пономар. Церква була знищена московським комуністичним режимом в 1937 році.

### Сучасність
27 квітня 2005 року в Хмельницькій обласній державній адміністрації була зареєстрована Полонська громада УПЦ (КП). В Полонне запросили священика отця Андрія Моравського. Двоє парафіян із числа засновників громади,  
Бученко Лариса Богданівна та Москалюк Юрій Олександрович (голова громади в 2005 −2008 рр.)  пожертвували свою земельну ділянку в центрі міста по вул. Лесі Українки для відбудови церкви. Земля знаходиться саме на тому місці, де до 1937 року знаходилась Троїцька церква.
В жовтні 2005 року було освячено наріжний камінь церкви, що відбудовувалася. За сприяння тодішнього голови Полонської районної держадміністрації Анатолія Миколайовича Бученка, для громади була передана в оренду будівля складу відділу освіти Полонської РДА. За короткий час громада на чолі з отцем Андрієм переобладнала приміщення складу в церкву, освячення якої відбулося у 2006 році Архиє́пископом Хмельни́цьким і Ка́м'янець-Поді́льським Анто́нієм.
Станом на 2010 рік громада Троїцької церкви відбудовувала храм Святої Трійці. Троїцька церква є центральною церквою Полонського деканату (благочиння) Хмельницької єпархії УПЦ (КП), а ієрей Андрій Моравський — Полонським благочинним.
29 грудня 2019 року під час свого архіпастирського візиту до Хмельницької єпархії митрополит Київський і всієї України Епіфаній освятив відбудований трибанний храм та очолив в ньому першу Божественну літургію.

## Галерея

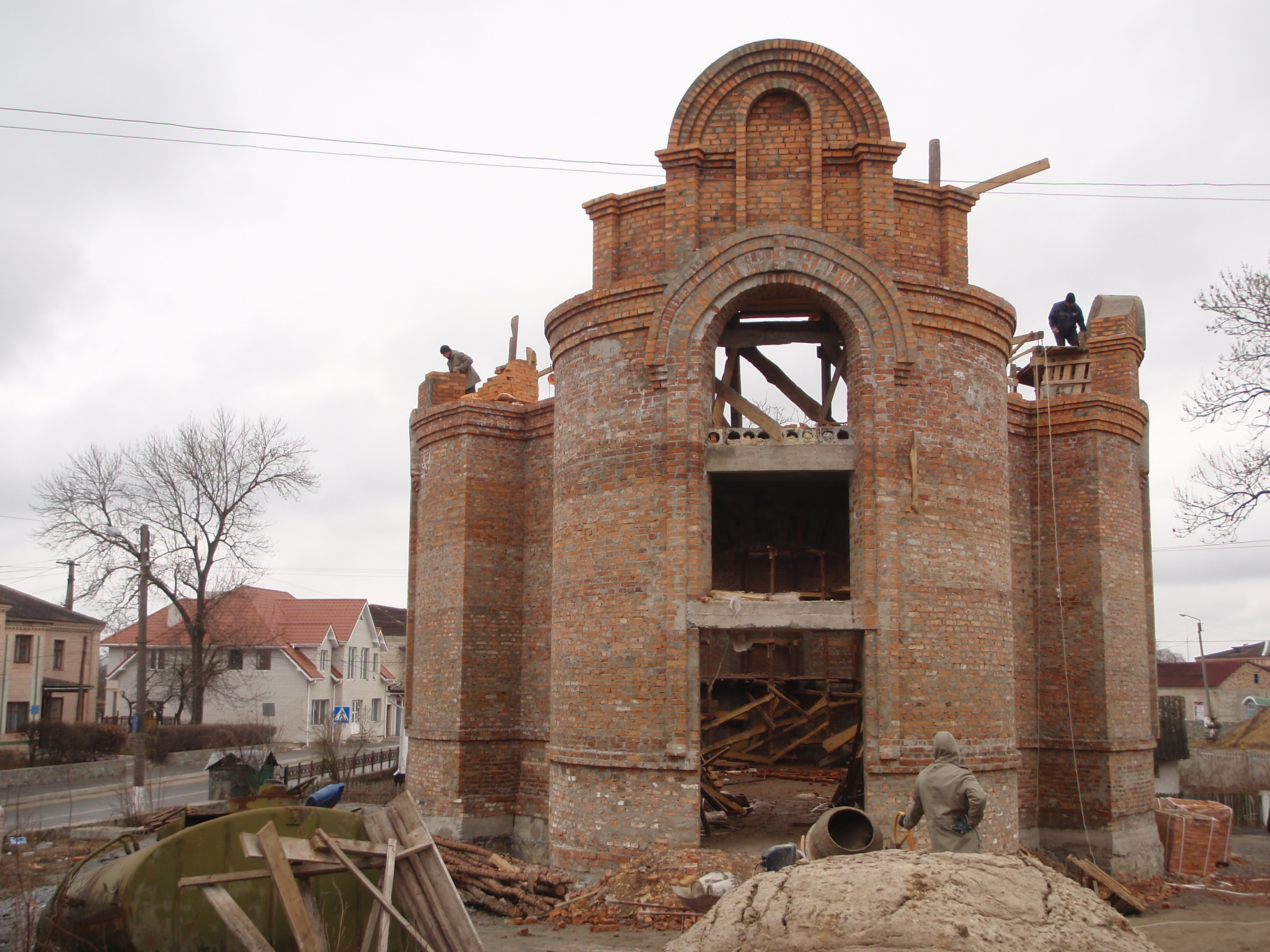
Будівництво Троїцької церкви (березень 2011 р.)
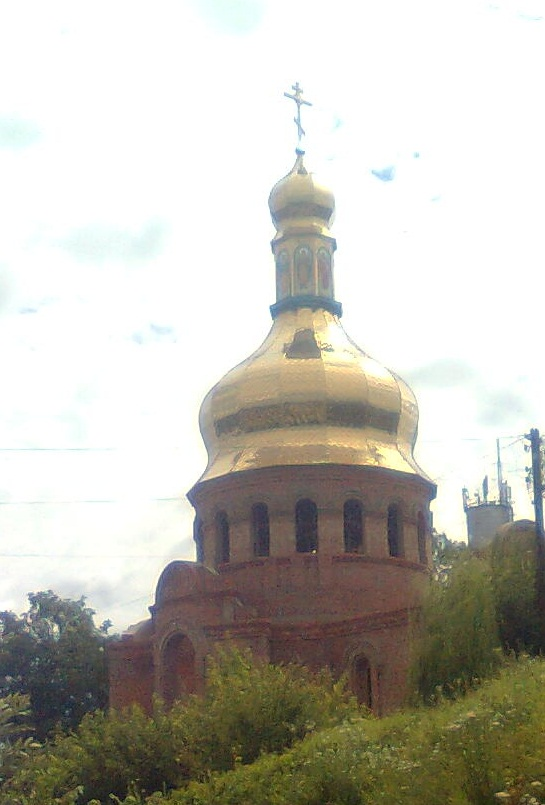
Будівництво церкви станом на липень 2013 року.
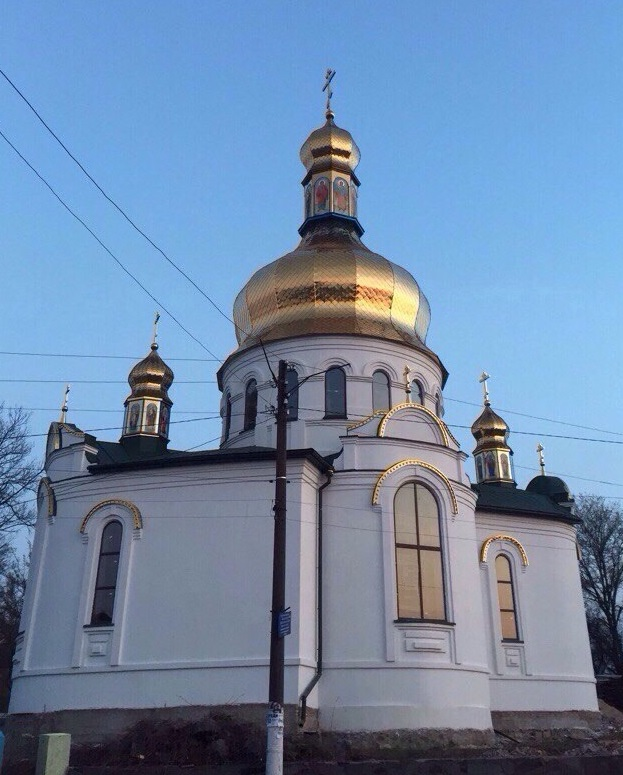
Троїцька церква (вигляд із півночі)
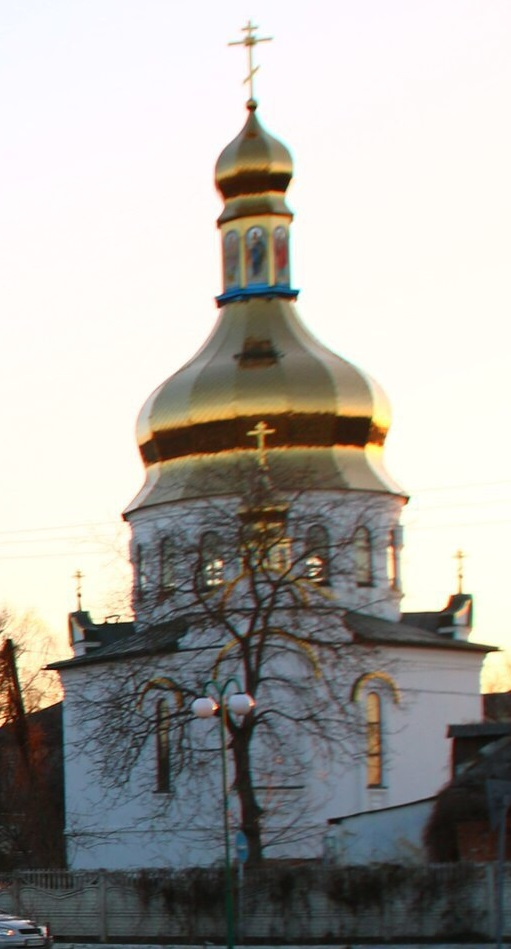
Троїцька церква (вигляд зі сходу)